# Парій Володимир Володимирович
Володи́мир Володи́мирович Парі́й (1988—2022) — солдат 47-го окремого батальйону, кавалер ордена «За мужність» III ступеня (посмертно).

## Життєпис
У 2002 році вступив до Навчально-оздоровчого комплексу Київського військового ліцею імені Івана Богуна та 2004 року продовжив навчання у 2-й навчальній роті ліцеїстів Київського військового ліцею імені Івана Богуна.
У 2006 році, після успішного закінчення ліцею, вступив до Національної академії внутрішніх справ України.
З 6 травня 2022 року став на захист територіальної цілісності батьківщини у складі ЗС України.
Загинув під час бойових дій у Бахмутському районі на Донеччині. 34 роки. Солдат, військовослужбовець 47 ОМПБ. Залишилися мати, дружина і маленька донька.

## Нагороди
- Нагороджений орденом «За мужність» III ступеня (посмертно)[1].